# Пам'ятник Тарасові Шевченку (Київ)
Пам'ятник Тарасові Шевченку у Києві — пам'ятник українському поету і художнику Тарасові Шевченку у Києві, що знаходиться у парку Шевченка, навпроти Червоного корпусу Київського університету. Встановлений у 1939 році з нагоди 125-річчя з дня народження поета. Є одним із символів сучасного Києва.

## Перші спроби встановлення пам'ятника
Встановленню пам'ятника Тарасові Шевченку в Києві у 1939 році передували п'ять невдалих спроб за часів Російської імперії та Української революції.
Ще в 1904 році з ініціативи Золотоніського земського зібрання на Полтавщині було створено комітет при Київській міській думі, який мав розглядати питання про встановлення в Києві пам'ятника Кобзареві. Того ж року на Полтавщині розпочався збір коштів, а наприкінці 1906 року, зі згоди центральної російської влади, було створено «Комітет по збудуванню пам'ятника Т. Г. Шевченкові у Києві», який згодом було реорганізовано в Об'єднаний Комітет. До складу Комітету увійшло чимало відомих діячів української культури та меценатів, зокрема Михайло Коцюбинський, Микола Лисенко, Борис Грінченко, Ілля Рєпін, Євген Чикаленко, Олександр Терещенко. Кампанія за встановлення пам'ятника відразу набула загальнонаціонального характеру — кошти збирала вся Україна.
Місцем для пам'ятника, за пропозицією Комітету, було обрано сквер навпроти реального училища на Михайлівській площі, а часом відкриття — 50-ту річницю з дня смерті поета (1911 рік), або 100-ту з дня його народження (1914 рік). Серед відомих людей, що привітали цю пропозицію, був французький славіст Буає Поль-Жан, який також зробив внесок на спорудження монументу.
Зрештою, у травні 1909 року Київська міська дума, під враженням від революційних подій 1905 року, дала офіційний дозвіл на спорудження пам'ятника.

### Конкурси

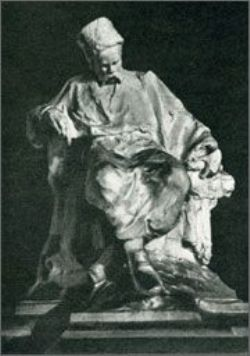
Проєкт пам'ятника Шевченку скульптора Дениса Підвалюка

За рішенням Комітету, 1 травня 1910 року було оголошено міжнародний конкурс створення проєкту пам'ятника Шевченку. Запити про умови конкурсу незабаром почали надходити з різних країн світу. Наприкінці травня 1910 року журі під головуванням Леоніда Позена розглянуло понад 60 проєктів, з яких усі було відкинуто через невідповідність образу Тараса Шевченка.
Оскільки було відхилено всі проєкти, то на засіданні 31 травня Об'єднаний Комітет погодився з постановою журі й ухвалив на 1 лютого 1911 року призначити другий міжнародний конкурс. Цього разу журі під головуванням Опанаса Сластіона розглянуло 45 проєктів і постановило першої премії не призначати нікому. Другу — видати Федору Балавенському, третю — Михайлові Гаврилкові. Крім того, було вирішено видати 5 заохочувальних премій по 100 рублів за проєкти, що належали Кавалерідзе, Виноградовій, Селезньову, Рашевському та Єзіоранському. Зважаючи на те, що і другий тур не дав бажаного результату, Об'єднаний Комітет запропонував Балавенському переробити свій проєкт згідно із зробленими вказівками. Утім, згодом і цей проєкт було визнано невдалим.
На черговий, третій тур конкурсу було прислано 37 проєктів, і журі під головуванням Андрія Лизогуба, не дійшовши згоди, висловилося за оголошення іменного конкурсу. Один із членів Комітету, відомий український меценат Євген Чикаленко, критикував колег за те, що, визначивши новий конкурс, вони не поставили умови, щоб Шевченко був обов'язково в національному вбранні. Чикаленко заявляв:
«Не хотять люди зрозуміти, що Шевченко, як народній поет, повинен звертати увагу прохожого народу перше всього народнім убранням, шапкою і кожухом, в якім Шевченко сам любив фотографуватись і в яких уже звик бачити його народ».

### Протидія офіційної влади
Свідки подій навколо спроб встановлення пам'ятника Шевченку у Києві, зокрема Євген Чикаленко, згодом у своїх спогадах нерідко відмічали постійну поспішність з якою проходила робота Об'єднаного Комітету. Більшість його членів пояснювала таку поспішність постійними побоюваннями того, що встановлення монумента можуть заборонити. Хоча офіційний дозвіл на спорудження пам'ятника й було отримано, та офіційна влада всіляким чином чинила протидію діяльності Комітету з перших днів його існування.
Зокрема вже під час першого конкурсу голова Київського клубу російських націоналістів Савенко вмістив у газеті «Киевлянин» донос на українських діячів, нібито вони «під плащиками побудови пам'ятника Шевченку проводять політичну демонстрацію».
Згодом, на момент початку другого конкурсу, опікун Київського навчального округу звернувся до тодішнього генерал-губернатора Трепова із листом, де висловив сумнів у доцільності спорудження пам'ятника українському поету поблизу «російського урядового навчального закладу». Натомість чиновник висловив побажання встановити на цьому місці монумент «одному з діячів російської історії». Ідею швидко підхопили проросійські громадські організації, а клуб російських націоналістів безпосередньо запропонував встановити пам'ятник княгині Ользі. Незабаром дозвіл дала і Київська міська дума, оголосивши, що на Михайлівській площі буде пам'ятник княгині. Натомість місце для пам'ятника Тарасу Шевченку постановили відвести на Караваєвській площі.
Такі дії Думи викликали хвилю нерозуміння та обурення у середовищі української громади міста, оскільки, по-перше, Караваєвська площа на той час була неохайним та захаращеним закутком у центрі міста, а, по-друге, розміщувалася у (на той час) єврейському кварталі. Та відповідь міської влади була лаконічною: за висловом тодішнього Київського міського голови Іполита Дьякова, «Кавалер (Тарас Шевченко) мав поступитися місцем Дамі (княгині Ользі)».

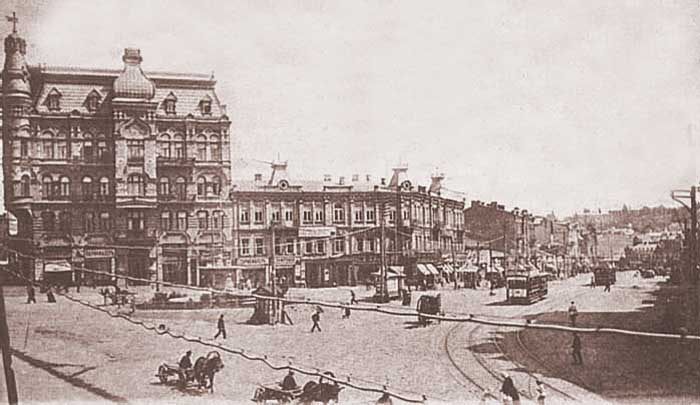
Караваєвська площа на початку ХХ ст.

#### Дискусія щодо місця
У відповідь, Об'єднаний Комітет відхилив нову пропозицію Думи як неприйнятну. Серед членів Комітету розгорілися палкі дискусії щодо можливого місця розміщення пам'ятника Кобзарю. Суперечки тривали на сторінках періодичних видань, на з'їздах і творчих вечорах. При цьому кожен вихваляв своє місце, не бажаючи слухати аргументи іншого. Розглядалися зокрема такі варіанти розміщення: Золотоворітський сквер, площа перед Оперним театром, ріг вулиці Пушкінської та Бібіковського бульвару, Бессарабська площа, територія перед нинішнім Національним художнім музеєм.
Зрештою Комітет схвалив два варіанти — основний (на Петрівській алеї, за так званим «Чортовим містком») та запасний (на Володимирській гірці, навпроти Олександрівського костелу).
Місце на Петрівській алеї було обране через близькість до Дніпра та Дніпрових круч, що, у свою чергу, перегукувалося із творчістю поета. Та дискусії щодо алеї тривали недовго, оскільки ці території були зсувонебезпечними. Зважаючи на можливі зсуви ґрунту пам'ятнику знадобився би глибокий фундамент, а це збільшило би витрати на будівництво. Незважаючи на виділення 150 рублів на обстеження стану ґрунту у місцевості та складення кошторису фундаменту, Комітет, зрештою, ухвалив вважати це місце непридатним. Натомість, після чергових суперечок, десятьма голосами проти двох було вирішено погодитися на пропозицію міської думи і визнати Караваєвську площу за місце для пам'ятника.

### Четвертий конкурс

Проєкт пам'ятника Шевченкові скульптора Антоніо Шортіно

20 травня 1913 року було оголошено четвертий тур конкурсу. Комітет постановив замовити проєкт скульпторам Леоніду Шервуду, Сергію Волнухіну, Миколі Андреєву, Михайлові Гаврилкові, Антоніо Шортіно за платню 1000 рублів кожному з умовою, щоб проєкти було прислано до міської управи 1 лютого 1914 року. Розглянувши проєкти названих скульпторів, журі під головуванням Андрія Лизогуба постановило після деяких змін ухвалити проєкт російського скульптора Леоніда Шервуда.
Проте Комітет, склад якого кілька разів оновлювався, це рішення не затвердив і переможцем оголосив італійського майстра Антоніо Шортіно. Проєкт піддали серйозній критиці. Директор Міського музею Микола Біляшівський й архітектор і художник Василь Кричевський у своєму листі до голови Об'єднаного комітету написали:
«Оскільки рішення Комітету від 3 лютого 1914 року про встановлення пам'ятника за проєктом пана Шортіно, який не має, на нашу думку, жодних художніх переваг, є образою і наругою над пам'яттю поета-художника, ми не хочемо брати участь у такій ганебній справі і просимо не вважати нас більше членами Комітету».
Проєкт Шортіно не був затверджений Імператорською академією мистецтв. Тим не менш, скульпторові доручили виконати усі деталі пам'ятника з темної бронзи, а постамент — із сірого апеннінського граніта. За півтора року монумент мав бути закінчений у Римі та перевезений до Києва. Але незабаром розпочалася війна, українці знову відчули репресії, Об'єднаний Комітет перестав існувати, а про зведення пам'ятника вже не могло бути і мови.
Сумна доля спіткала і кошти, зібрані на встановлення пам'ятника: їх було конфісковано та витрачено на інші справи.

## Часи української революції 1917—1921

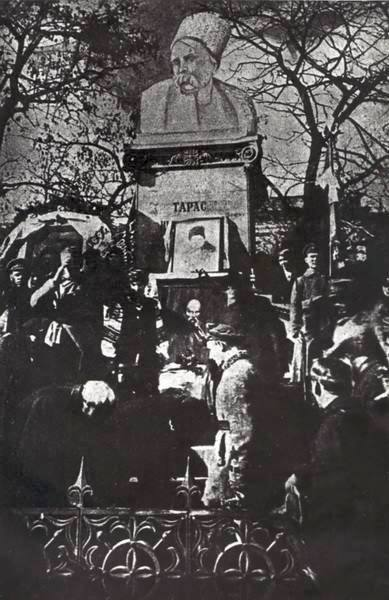
Пам'ятник Т. Шевченку у Києві на Михайлівській площі, 1920 рік

За доби Української революції 1917—1921 українська влада так і не спромоглася встановити у Києві пам'ятник Тарасові Шевченку. Натомість це у 1919 році, невдовзі після повторного взяття Києва, ймовірно, на шевченківські дні на початку березня, зробили більшовики.
Гіпсове погруддя Т. Шевченка було встановлене навпроти входу до Історичного музею на Олександрівській вулиці (нині — вулиця М.Грушевського) обличчям до музею і спиною до вулиці. Автором погруддя був київський скульптор Федір Балавенський. Цей пам'ятник було знищено денікінцями 31 серпня 1919 року.
Під час наступного приходу більшовиків до Києва, вони скинули фігуру княгині Ольги на Михайлівській площі і на її постамент встановили «11 березня 1920 року величезне гіпсове, — як писав В. Павловський, — дуже модерністично виконане погруддя Шевченка, роботи професора Української Державної Академії Мистецтв, Бернарда Кратка». Щодо бокових постатей Андрія Первозваного та просвітників Кирила і Мефодія, то їх було сховано під дерев'яними кубами.
Цей пам'ятник кияни досить швидко охрестили «Шевченко на броневику» і простояв він недовго — через два місяці його розтрощили невідомі.

## Радянські часи
Остаточно встановити повноцінний пам'ятник Тарасові Шевченку у Києві вдалося лише через 20 років. Монумент було відкрито 6 березня 1939 року у парку навпроти Київського університету, на місці колишнього пам'ятника Миколі І. Відкриття було приурочене до 125-річчя з дня народження Кобзаря. З цієї ж нагоди університету було присвоєне ім'я великого українця. Бронзову постать поета висотою 6,45 метрів було відлито за моделлю скульптора Матвія Манізера на Ленінградському заводі художнього литва та встановлено на п'єдестал з червоного граніту заввишки 7,3 метри, спорудженого за проєктом архітектора Євгена Левінсона. На 1938 рік скульптором із учнями була створена скульптура, про яку Лазар Каганович сказав, що «цей Шевченко буде закликати до повалення колгоспного ладу» і авторові довелося виконати скульптуру за ідеєю більшовицьких керівників.
На п'єдесталі міститься напис: «Т. Г. Шевченко. 1814—1861», а під ним викарбувано слова поета із «Заповіту»:
«І мене в сім'ї великій,
В сім'ї вольній, новій,
Не забудьте пом'янути
Незлим тихим словом».
3 січня 1963 року доцентка Київського медичного інституту Р. П. Тельнова демонстративно помочилася на пам'ятник. Свідком акту вандалізму став цілий завідувач кафедри політекономії Київського інженерно-будівельного інституту Яків Лінійчук, який покликав міліціонера. 29 березня в газеті «Літературна Україна» вийшла стаття письменника Сергія Плачинди та майора міліції Івана Козика, в якій автори закликали покарати Тельнову. За свідченнями різних осіб справу було припинено, за іншими даними — Тельнову звільнили з роботи, а за свідченнями Сергія Плачинди за рішенням суду їй заборонили мешкати в Києві, утім попри рішення вона й надалі працювала в столиці.

## Сучасність

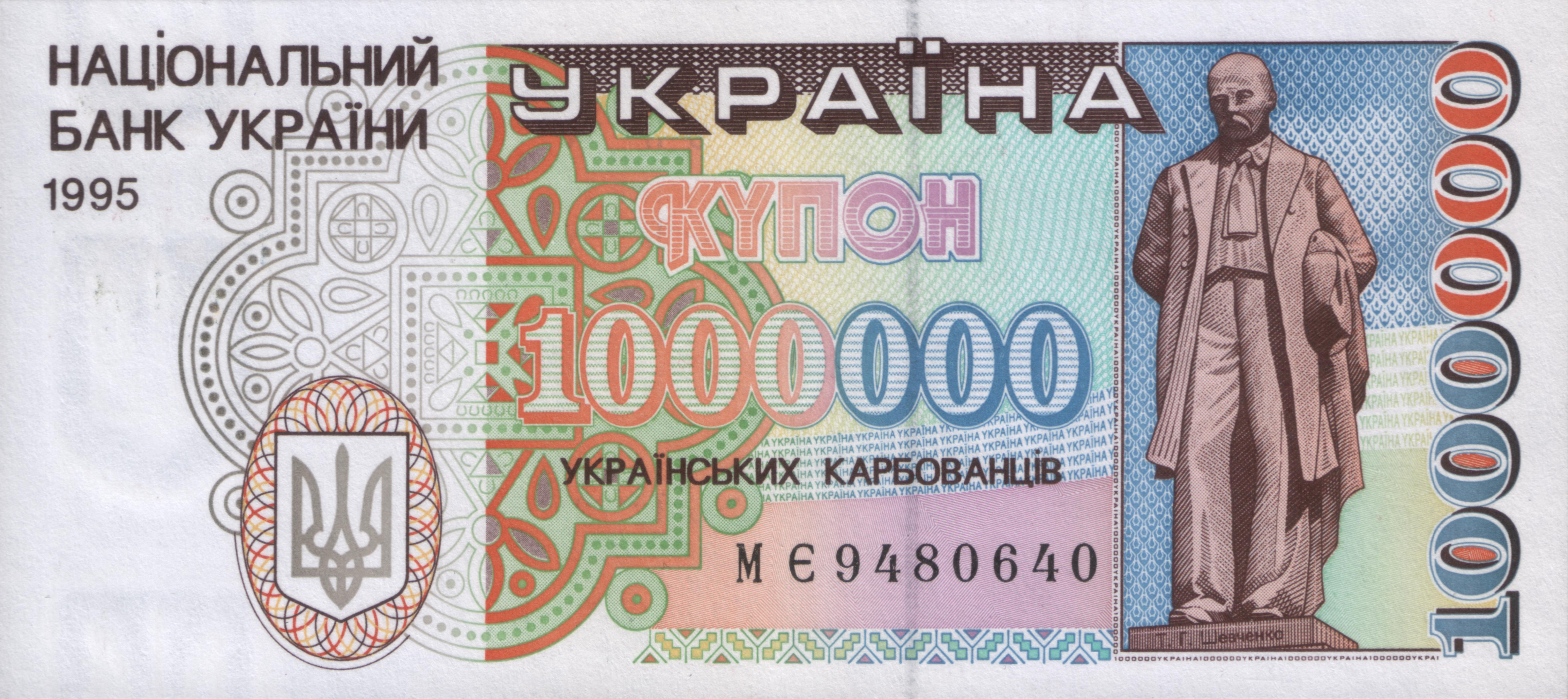
Українська банкнота номіналом у мільйон карбованців зразка 1995 року

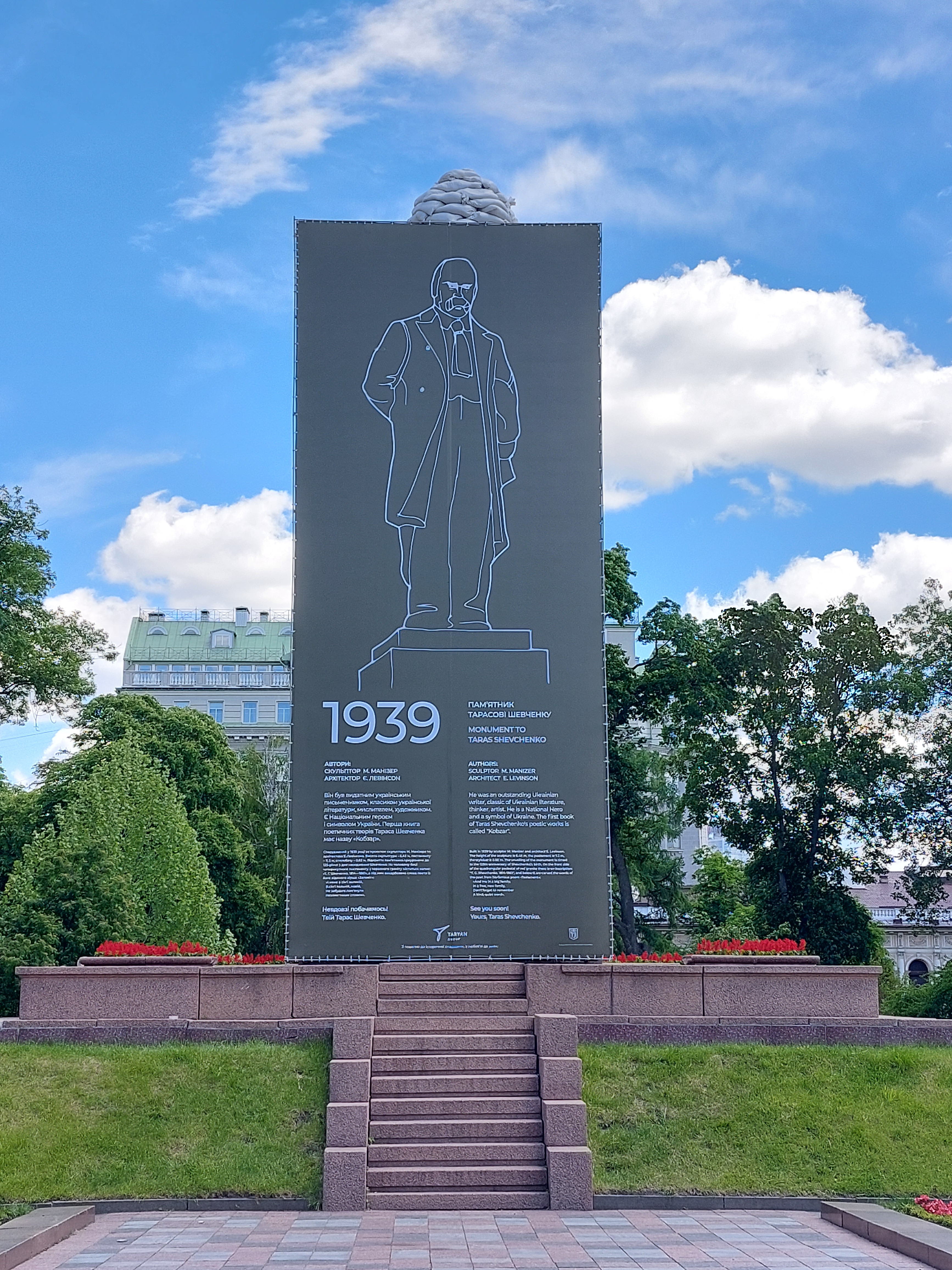
Пам'ятник у травні 2022 року, захищений від можливого руйнування на фоні російського вторгнення в Україну

За незалежної України, з 1991 року, до пам'ятника Кобзарю традиційно покладають квіти перші особи держави на чергову річницю з дня смерті Тараса Шевченка та з нагоди офіційних українських свят, а також іноземні високі гості під час візитів до України. Окрім того, у 1995-1996 рр. зображення пам'ятника містилося на лицевій стороні української банкноти номіналом в один мільйон карбованців.
У 2001 році київський пам'ятник Кобзарю опинився у центрі протистояння опозиційних політичних сил та правлячого режиму президента Леоніда Кучми під час масових акцій протесту кампанії «Україна без Кучми». 1 березня 2001 року міліцією було розгромлене наметове містечко опозиції на Хрещатику. Розлючені цим фактом опозиціонери оголосили «наступ на владу» та закликали населення завадити покладанню Леонідом Кучмою квітів до пам'ятника Тарасу Шевченку 9 березня 2001 року.
Вже 5 березня 2001 року, на заклик лідерів «України без Кучми», студенти низки вищих навчальних закладів розбили наметове містечко у парку Шевченка навколо пам'ятника. Але намети простояли лише дві доби і 7 березня о 7 годині ранку їх було знесено комунальною службою Києва без попереднього судового рішення. Ця подія спричинила до ще більшого непорозуміння між владою й опозицією і конфлікт почав стрімко загострюватись, вилившись через два дні у події 9 березня 2001 року.
У 2002—2003 рр. пам'ятник Тарасові Шевченку неодноразово ставав епіцентром акцій протесту українських опозиційних політичних сил у рамках кампанії протестів «Повстань, Україно!».
На сьогодні пам'ятник Тарасові Шевченку є головною домінантою парку Шевченка та одним із символів сучасного Києва. Біля монумента нерідко відбуваються збори громадян, мітинги різноманітних політичних сил та громадських рухів. Також біля пам'ятника Кобзарю традиційно проводиться низка культурних заходів. Зокрема, щороку біля підніжжя пам'ятника відбувається церемонія вручення Народної Шевченківської премії.

## Галерея

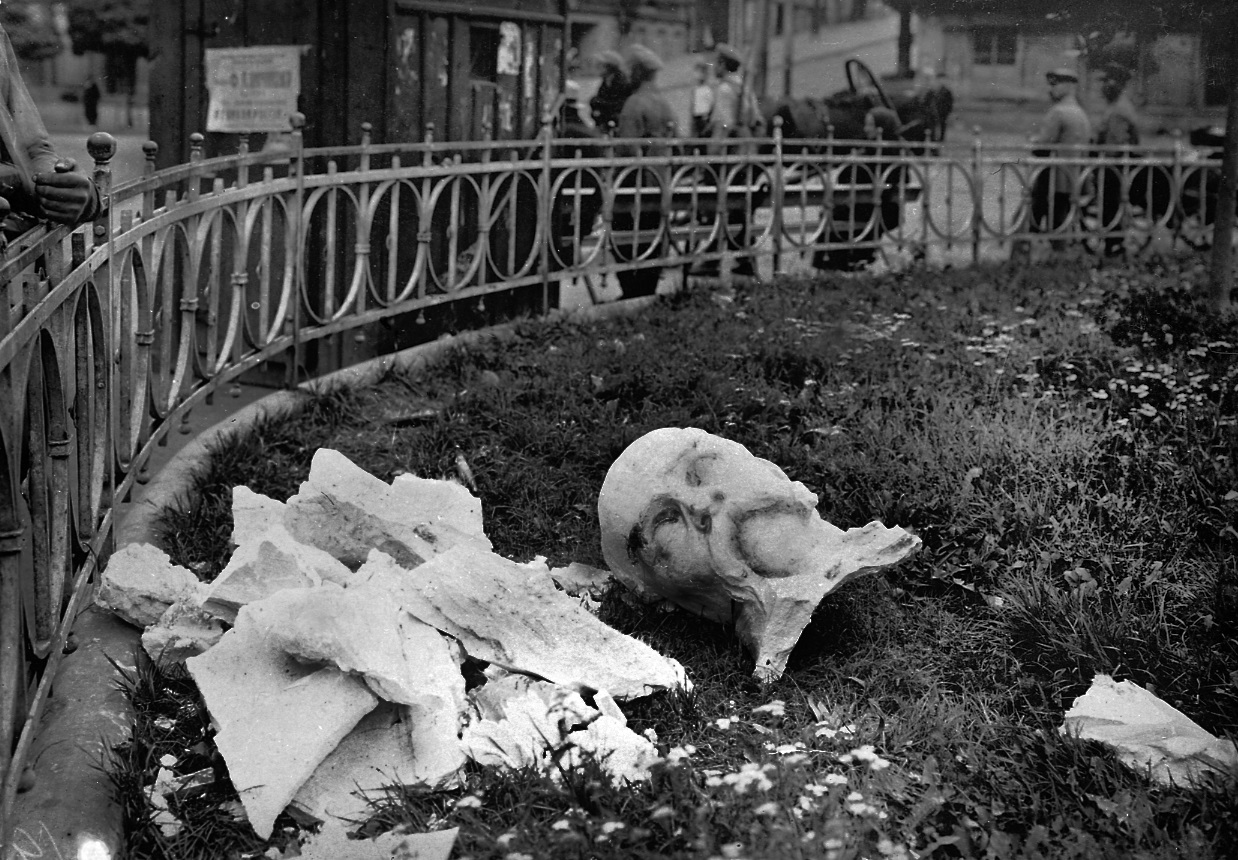
Уламки бюста Тараса Шевченка, розбитого денікінцями 31.08.1919 р. на колишній Олександрівській (нині - Європейській) площі. Вересень 1919 року
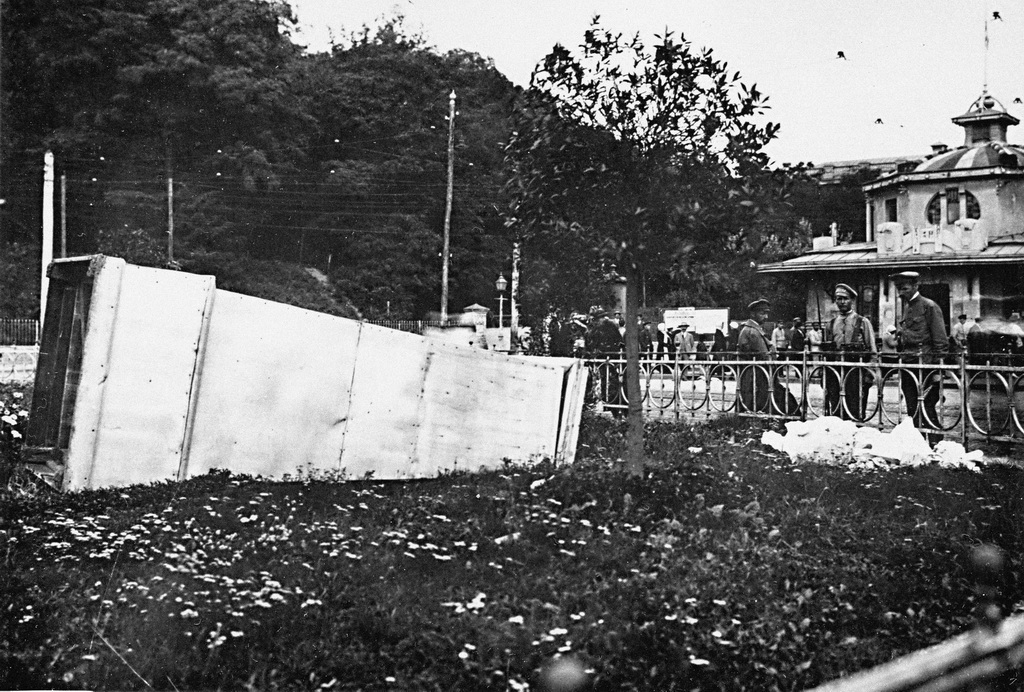
1919 рік, постамент знищеного денікінцями бюста Шевченка на Царській (нині Європейській) площі
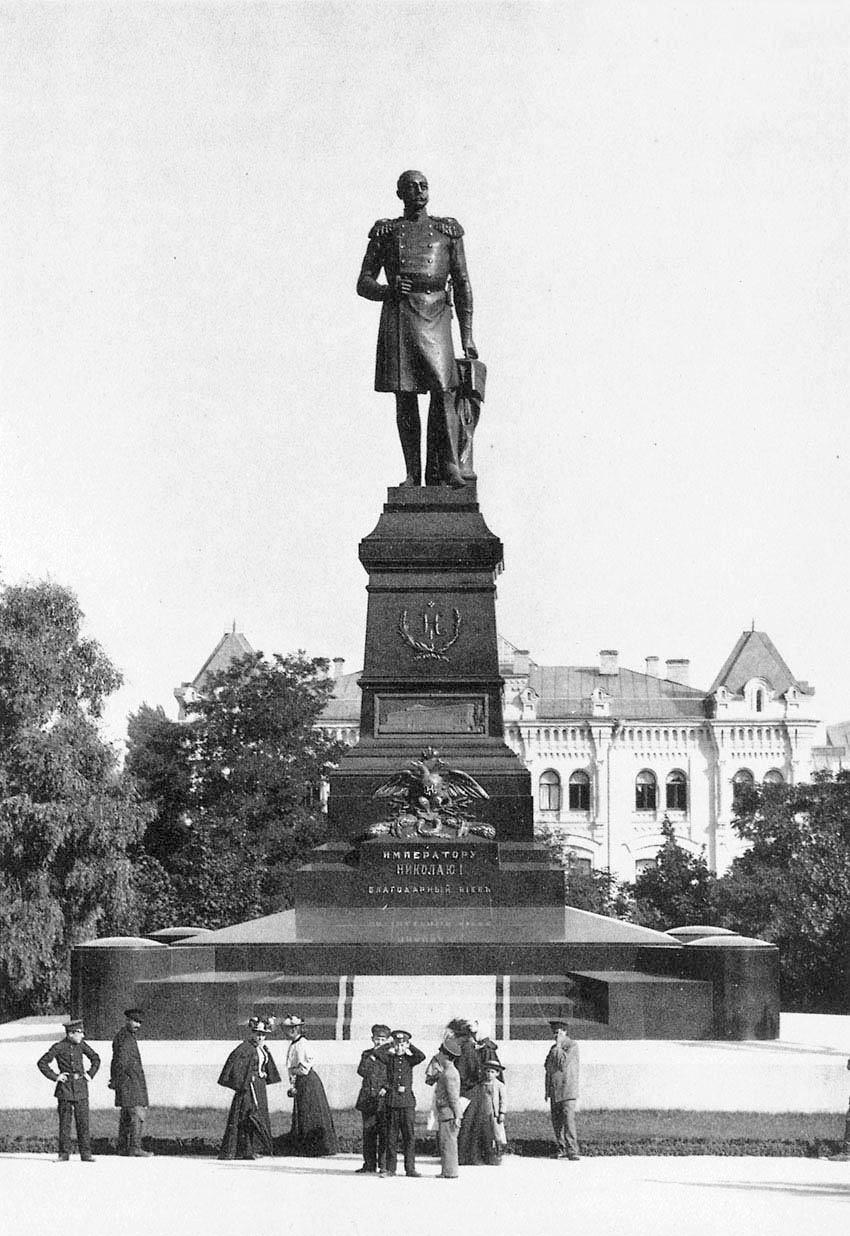
Пам'ятник Миколі I. Після його знесення (1920) на цьому місці встановили (1939) пам'ятник Шевченку
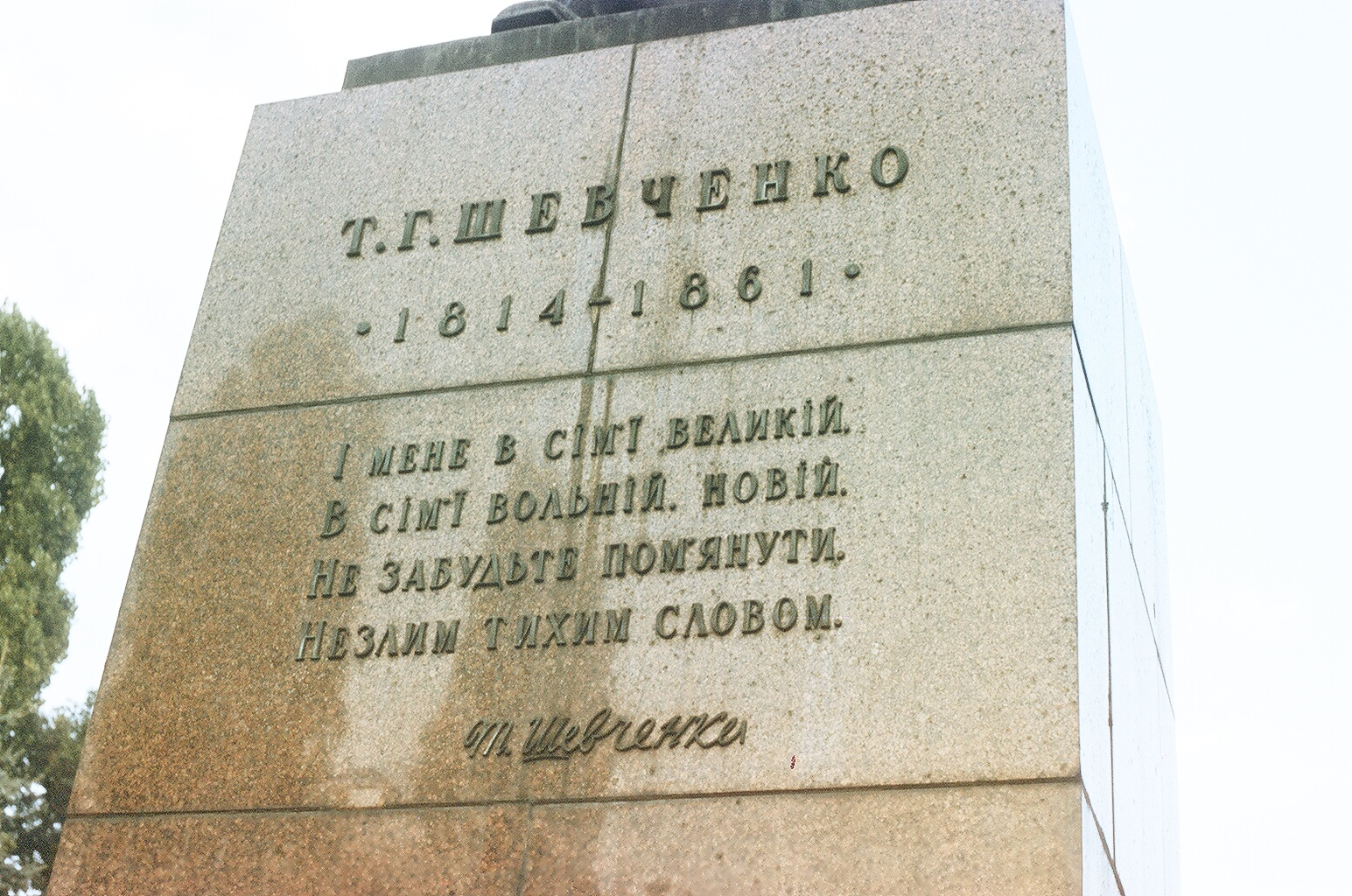
Напис на пам'ятнику
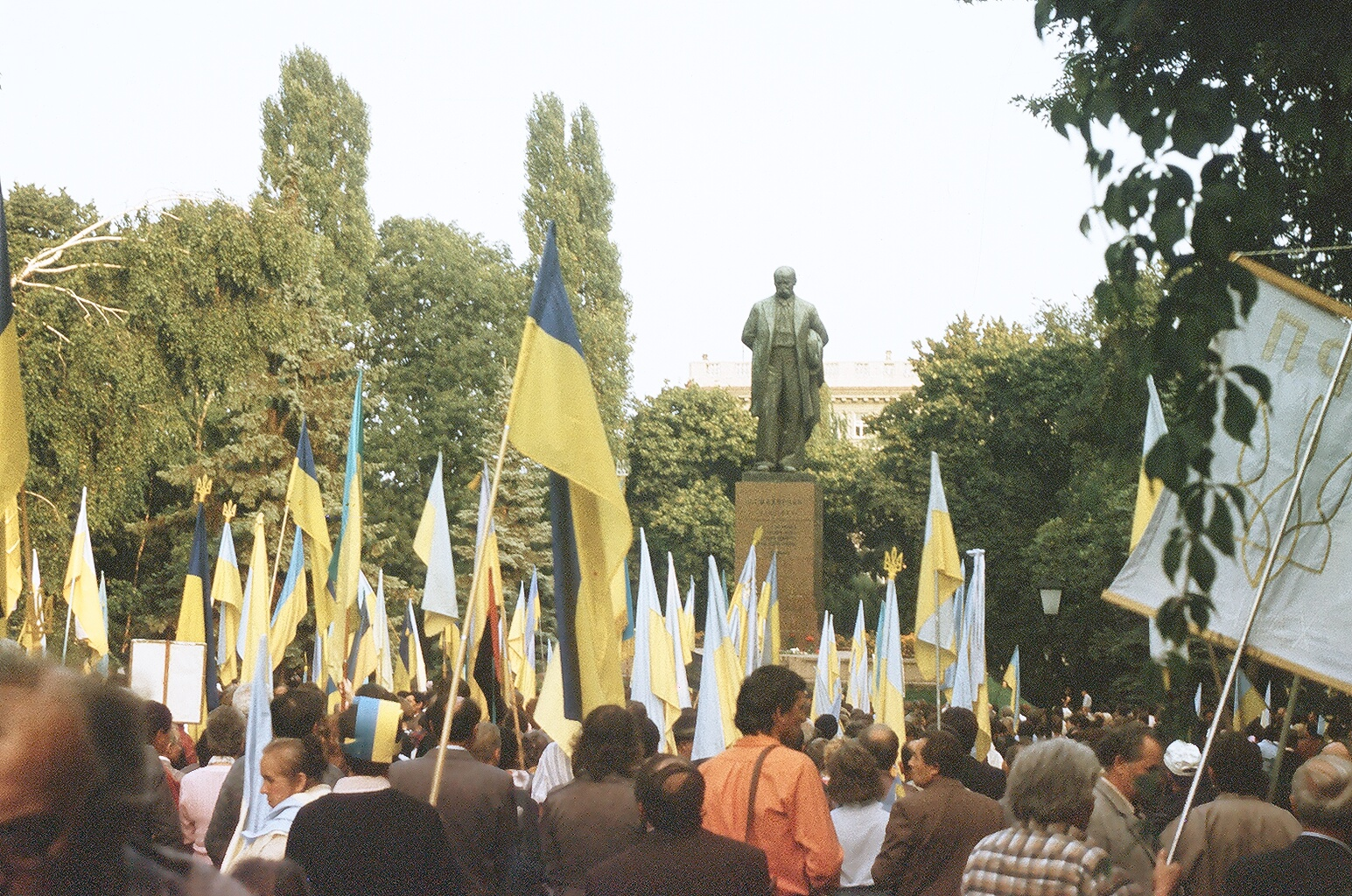
15 вересня 1991. Мітинг Народного Руху України
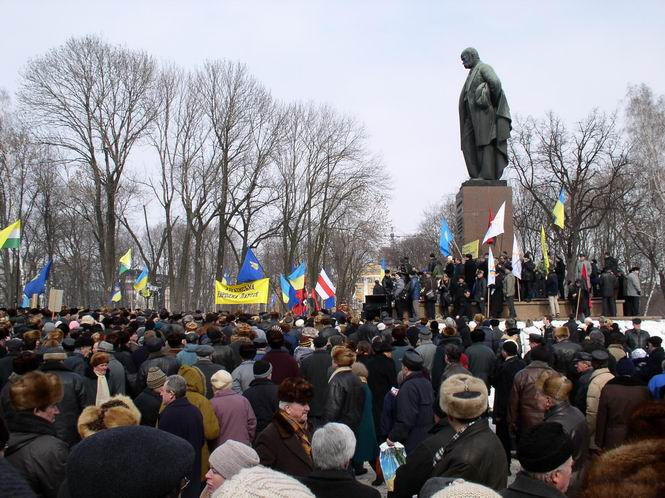
9 березня 2003: Мітинг опозиційних політичних сил у рамках акцій протесту «Повстань, Україно!»